# BBC News (korporacja)
BBC News – operacyjny oddział biznesowy British Broadcasting Corporation (BBC) odpowiedzialny za nadawanie i zbieranie wiadomości o sprawach bieżących w Wielkiej Brytanii i na całym świecie. Oddział ten jest największym na świecie nadawcą radiowo-telewizyjnym, produkującym około 120 godzin materiału radiowego i telewizyjnego każdego dnia; wiadomości prezentowane są także na internetowym kanale informacyjnym. Dyrektorką ds. wiadomości i spraw bieżących od stycznia 2018 jest Fran Unsworth.